# 森可隆
森 可隆（もり よしたか）は、戦国時代の武将。織田信長の家臣。森蘭丸らの長兄。

## 略歴
天文21年（1552年）に森可成の長男として生誕。森長可を長男とする書もあるが、谷口克広は、可隆を置いて長可は二男とする『重修譜』が正しいとする。
元亀元年（1570年）4月の信長の越前朝倉攻めに従軍。

同月25日の天筒山（手筒山）攻撃に参加して討ち死にした。享年19。法名は宗理。

父の可成も同年9月の宇佐山城の戦いで、近江坂本に打って出て戦死した。
弟の長可が美濃金山に移り、同地に可成寺を建立して、一族の墓を立てた中に可隆の供養墓もある。

## 参考資料
- 堀田正敦『国立国会図書館デジタルコレクション 寛政重脩諸家譜. 第1輯』國民圖書、1922年、757-758頁。
- 谷口克広; 高木昭作（監修）『織田信長家臣人名辞典』吉川弘文館、1995年、447, 449頁。ISBN 4642027432。